# 모래 미술관
모래 미술관(일본어: 砂の美術館)은 일본 돗토리현 돗토리시 돗토리 사구에서 정기적으로 개최되고 있는 모래 전시 미술관이다. 거의 1년에 한번에 주제를 바꾸어 전시하기 때문에, 새해부터 봄까지 준비 및 제작 기간으로 휴관이 된다.

## 같이 보기
- 모래성